# Ликвидаторство
Ликвида́торство — правое течение в РСДРП, возникшее в годы реакции 1907—1910, после поражения первой русской революции 1905—1907 годов, сторонники которого выступали за ограничение политической деятельности легальными формами.
Меньшевики, как и другие оппозиционные партии, тяжело переживали поражение революции. Их ряды поредели, организации распадались, многие меньшевики вынуждены были уехать в эмиграцию. Широкое распространение получили настроения разочарования в революционных идеалах. Подполье было сильно скомпрометировано к этому времени провокаторством, экспроприациями, финансовыми аферами большевиков (например, дело с наследством московского фабриканта Николая Шмита). В этих условиях у части меньшевиков возникало желание порвать с подпольной работой, закрепиться в легальных организациях и готовиться к созданию легальной рабочей социал-демократической партии западного типа. Сторонники этого течения получили название «ликвидаторов», то есть людей, готовых ликвидировать или, по крайней мере, коренным образом перестроить старую нелегальную организацию РСДРП. Наиболее решительными сторонниками таких взглядов были А. Н. Потресов, П. Б. Аксельрод, В. О. Левицкий (брат Мартова), Ф. А. Череванин, П. А. Гарви. В общих чертах ликвидаторство оформилось в 1908 году. П. Б. Аксельрод выдвинул идею всероссийского рабочего съезда и создания на нём легальной рабочей партии. Центром «ликвидаторского» течения была не меньшевистская эмиграция, а российские меньшевистские группы. Его печатным  центром стал журнал «Наша заря», фактическим издателем которого был Дюбуа.
Находившиеся в эмиграции руководители меньшевистской фракции Ю. О. Мартов и Ф. И. Дан и официальный заграничный орган меньшевиков газета «Голос социал-демократа» не разделяли крайностей ликвидаторства, считали необходимым сохранение подпольной партии в обновлённом виде, однако выступали за организационное единство с ликвидаторами, полемизируя с большевиками, которые видели в ликвидаторах оппортунистов и изменников революционному делу. Небольшие группы меньшевиков (меньшевики-партийцы), лидером которых стал Г. В. Плеханов, выступали за сохранение нелегальной социал-демократической партии.
V конференция РСДРП (декабрь 1908) по предложению В. И. Ленина осудила ликвидаторство и призвала партийные организации к непримиримой борьбе на два фронта — как против ликвидаторства, так и против отзовистов, выступавших за отказ от легальных форм массовой партийной работы.
В. И. Ленин разработал и обосновал гибкую тактику, основанную на соединении нелегальной и легальной работы под руководством находящихся на нелегальном положении центральных органов революционной партии. В годы нового революционного подъёма (1910—1914) большевики провели VI (Пражскую) Всероссийскую конференцию РСДРП (1912), которую объявили общепартийной. На ней одним из рассмотренных вопросов был вопрос «О ликвидаторстве», по итогам обсуждения было продекларировано исключение ликвидаторов из РСДРП. Фактически с этого времени большевики и меньшевики представляли собой две отдельные партии.
Л. Д. Троцкий в издававшейся им в Вене газете «Правда» призывал к ликвидации фракционности и единству всех течений в РСДРП и стал инициатором создания на конференции в Вене в августе 1912 года блока нескольких социал-демократических организаций в противовес большевикам и меньшевикам-партийцам (Августовский блок). В конференции участвовали Мартов, Троцкий, представители нескольких меньшевистских групп из России, бундовцы, грузинские и латышские социал-демократы, участники группы «Вперед!», в которую входили отзовисты. Из-за своей внутренней неоднородности Августовский блок оказался непрочным и к 1917 году распался.